# Florian Grengbo
Florian Grengbo (23 de junho de 2000) é um desportista francês que compete no ciclismo na modalidade de pista. Participou nos Jogos Olímpicos de Verão de 2020, obtendo uma medalha de bronze na prova de velocidade por equipas (junto com Rayan Helal e Sébastien Vigier).

## Palmarés internacional
| Jogos Olímpicos | Jogos Olímpicos | Jogos Olímpicos   | Jogos Olímpicos        |
| Ano             | Lugar           | Medalha           | Competição             |
| --------------- | --------------- | ----------------- | ---------------------- |
| 2020            | Tóquio ( Japão) | Medalha de bronze | Velocidade por equipas |